# 陈瑞 (歌手)
陈瑞（1976年6月—），女，湖北宜昌人，中国大陆歌手。2005年起活跃。现签约“北京鸟人艺术推广有限公司”。代表作品《白狐》被评为“2006年令无数人感动的歌曲”。

## 专辑
- 《白狐 EP》   发行公司：鸟人唱片    时间：2007-11-1      语言：国语
- 《同名专辑》  发行公司：鸟人唱片    时间：2007-11-1      语言：国语
- 《女人心》    发行公司：鸟人艺术    时间：2009-1-20      语言：国语
- 《走過情路宛轉》发行公司：鸟人唱片  时间：2008-3-14      语言：国语
- 《陳瑞原創合輯》发行公司：鸟人唱片  时间：2009-1-20      语言：国语
- 《誰伴嬋娟》    发行公司：鸟人唱片  时间：2010-4-20      语言：国语
- 《夜難寐》    发行公司：鸟人唱片    时间：2013-7-01      语言：国语

## 代表作
- 《白狐》
- 《日记》
- 《雨巷》
- 《三月》
- 《多雨的城市》
- 《青藏高原是我家》
- 《下辈子不做女人》
- 《我不是真的很野》
- 《站在灌木丛旁的女人》

## 荣誉
全国流行乐坛新人选拔赛湖北赛区 银奖 2003年
全国网络音乐节  银奖 2005年10月